# Паоло Гільйоне
Паоло Гільйоне (італ. Paolo Ghiglione, нар. 2 лютого 1997, Вогера) — італійський футболіст, правий півзахисник і правий захисник клубу «Кремонезе».
Грав за юнацькі збірні Італії.

## Клубна кар'єра
Народився 2 лютого 1997 року в місті Вогера. Вихованець академій футбольних клубів «Дертона», «Мілан» та «Дженоа».
У дорослому футболі дебютував 2016 року виступами за друголіговий СПАЛ (на умовах оренди з «Дженоа»). Наступний сезон 2017/18 провів в іншій команді Серії B «Про Верчеллі», після чого був орендований командою «Фрозіноне», у складі якої в сезоні 2018/19 дебютував в іграх Серії A.
Влітку 2019 року повернувся до «Дженоа», де отримав регулярне місце в основному складі, граючи на правому фланзі півзахисту або захисту. По ходу сезону 2021/22 вже був лише гравцем ротації генуезької команди, яка за результатами того сезону втратила місце в елітному дивізіоні. Утім Гільйоне продовжив виступи на рівні в Серії A, перейшовши влітку 2022 до «Кремонезе», команди, що саме підвищилася в класі з другого дивізіону.

## Виступи за збірні
2015 року дебютував у складі юнацької збірної Італії (U-18), загалом на юнацькому рівні взяв участь у 32 іграх, відзначившись 3 забитими голами. У складі команди U-20 був учасником молодіжного чемпіонату світу 2017 року, де італійці стали бронзовими призерами.

## Статистика виступів

### Статистика клубних виступів
Станом на 4 вересня 2022
| Сезон              | Команда            | Чемпіонат          | Чемпіонат | Чемпіонат | Національний кубок | Національний кубок | Національний кубок | Континентальні кубки | Континентальні кубки | Континентальні кубки | Інші змагання | Інші змагання | Інші змагання | Усього | Усього |
| Сезон              | Команда            | Ліга               | Ігор      | Голів     | Ліга               | Ігор               | Голів              | Ліга                 | Ігор                 | Голів                | Ліга          | Ігор          | Голів         | Ігор   | Голів  |
| ------------------ | ------------------ | ------------------ | --------- | --------- | ------------------ | ------------------ | ------------------ | -------------------- | -------------------- | -------------------- | ------------- | ------------- | ------------- | ------ | ------ |
| 2016–17            | СПАЛ               | B                  | 7         | 0         | КІ                 | 1                  | 0                  | -                    | -                    | -                    | -             | -             | -             | 8      | 0      |
| 2017–18            | «Про Верчеллі»     | B                  | 30        | 1         | КІ                 | 0                  | 0                  | -                    | -                    | -                    | -             | -             | -             | 30     | 1      |
| 2018–19            | «Фрозіноне»        | A                  | 9         | 1         | КІ                 | 1                  | 0                  | -                    | -                    | -                    | -             | -             | -             | 10     | 1      |
| 2019–20            | «Дженоа»           | A                  | 25        | 0         | КІ                 | 2                  | 1                  | -                    | -                    | -                    | -             | -             | -             | 27     | 1      |
| 2020–21            | «Дженоа»           | A                  | 23        | 0         | КІ                 | 3                  | 0                  | -                    | -                    | -                    | -             | -             | -             | 26     | 0      |
| 2021–22            | «Дженоа»           | A                  | 13        | 0         | КІ                 | 2                  | 0                  | -                    | -                    | -                    | -             | -             | -             | 15     | 0      |
| Усього за «Дженоа» | Усього за «Дженоа» | Усього за «Дженоа» | 61        | 0         |                    | 7                  | 1                  |                      | -                    | -                    |               | -             | -             | 68     | 1      |
| 2022–23            | «Кремонезе»        | A                  | 4         | 0         | КІ                 | 1                  | 0                  | -                    | -                    | -                    | -             | -             | -             | 5      | 0      |
| Усього за кар'єру  | Усього за кар'єру  | Усього за кар'єру  | 110       | 2         |                    | 10                 | 1                  |                      | -                    | -                    |               | -             | -             | 120    | 3      |